# De un solo sentimiento
De un solo sentimiento es el nombre del quinto álbum de estudio del cantante colombiano Charlie Zaa con interpretaciones en los géneros del bolero cubano, el vals peruano y la ranchera mexicana, que comprende diez temas. Fue producido en Bogotá, Colombia, por Milton Salcedo y en Los Ángeles, Estados Unidos por José Hernández. Cuenta con el éxito "Flor Sin Retoño", grabado anteriormente por Pedro Infante, y la tradicional mexicana "El Puente Roto", con la participación del mariachi Sol de América. Este álbum fue el último que realizó el cantante para la empresa Sonolux, que se acercaba a su cierre.

## Lista de temas
1. «La Cadena Se Rompió»
2. «Si No Puedo Ser Tu Amor»
3. «Flor Sin Retoño»
4. «Celos Sin Motivo»
5. «Decidido»
6. «Quiereme en Vida»
7. «Tu Pintalabios»
8. «Que Dios Te Lo Pague»
9. «Bajo Cero»
10. «El Puente Roto»

- Datos: Q5800862